# アガパンサス
アガパンサス（学：Agapanthus）は、ヒガンバナ科アガパンサス亜科に含まれる属の一つ。または、アガパンサス属に含まれる植物の総称。アガパンサス亜科は、本属のみからなる。分類体系によってはユリ科に分類される。

## 特徴
南部アフリカ周辺に10～20種が生息している球根植物で、栽培されることが多い種は、アフリカヌス種（A.africanus）である。開花期は晩春～盛夏頃までで、青色で涼し気のある花を花茎先端にまとめて花を咲かせる。高さが1mを越す高性種から鉢植えで容易に育てられる矮性種まで草姿のバラエティーに富む。また、常緑性、落葉性の種もある。球根が流通する他に切り花としても流通している。花色は、青紫～紫色の個体が中心であるが、白色の個体もいる。英名ではアフリカンリリー、和名ではアフリカヌス種のみムラサキクンシラン（紫君子蘭）とよばれている。6月11日、6月29日の誕生花であり、花言葉には、「恋の訪れ」「知的な装い」「ラブレター」などがある。英語圏でも同じである。アメリカ合衆国カリフォルニア州アーバイン市の市の花としても本種が指定されている。

## 栽培方法
球根の植え付け時期は、3～4月であり、日当たりが良く水はけのよい場所を好む。耐陰性が高いため、日陰でも栽培可能だが、極端に光が不足すると開花しないので栽培場所に注意する。耐湿性に乏しいため、灌水の頻度には気を付ける。地植えの場合は灌水は降雨に頼ってもよい。鉢植えの場合は表土が完全に乾燥しきってから灌水を行う。春、秋に施肥を行うと花付きや成長が良くなる。稀に花蕾にアブラムシが付くので注意する。

## 名称について

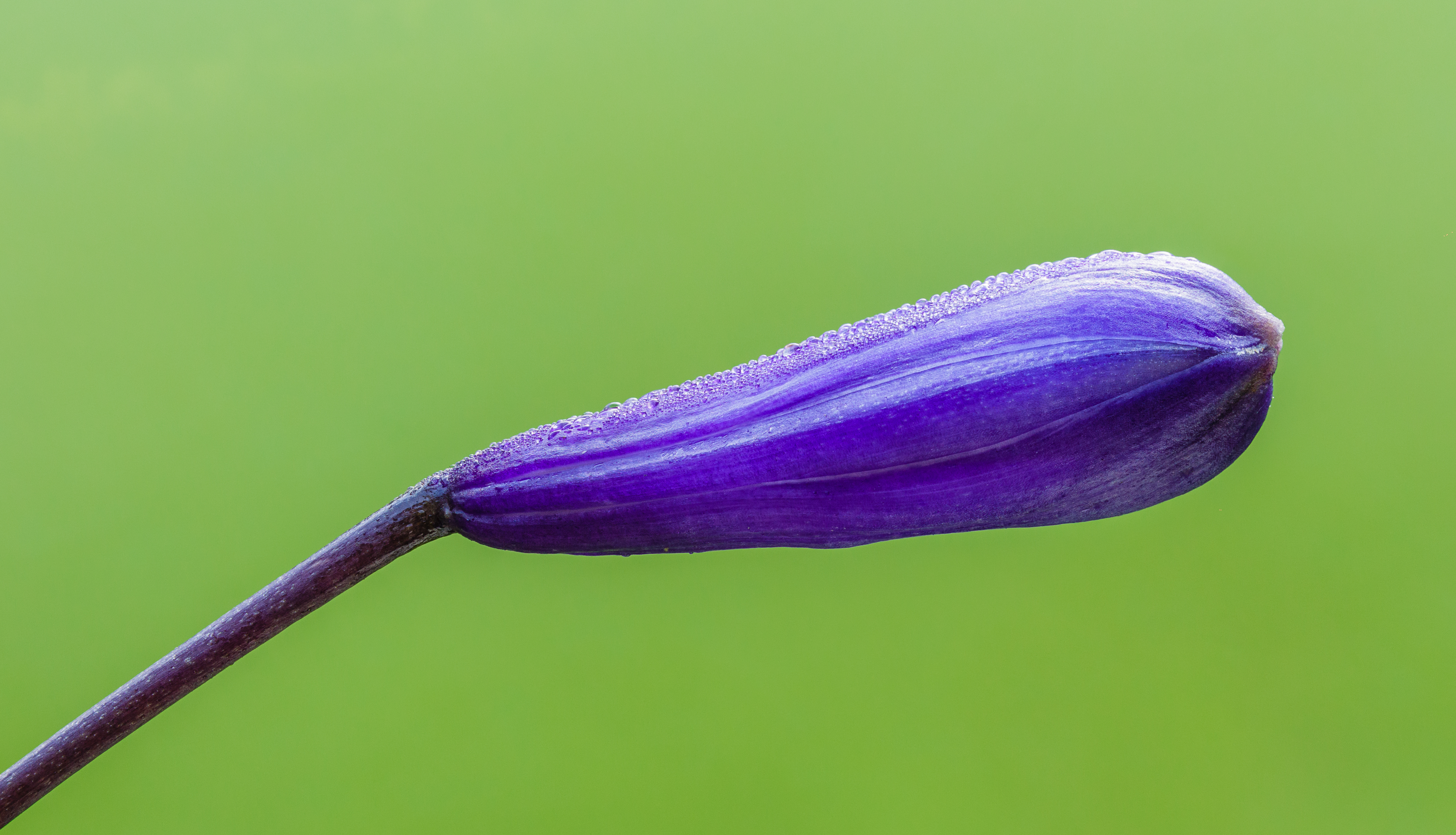
蕾

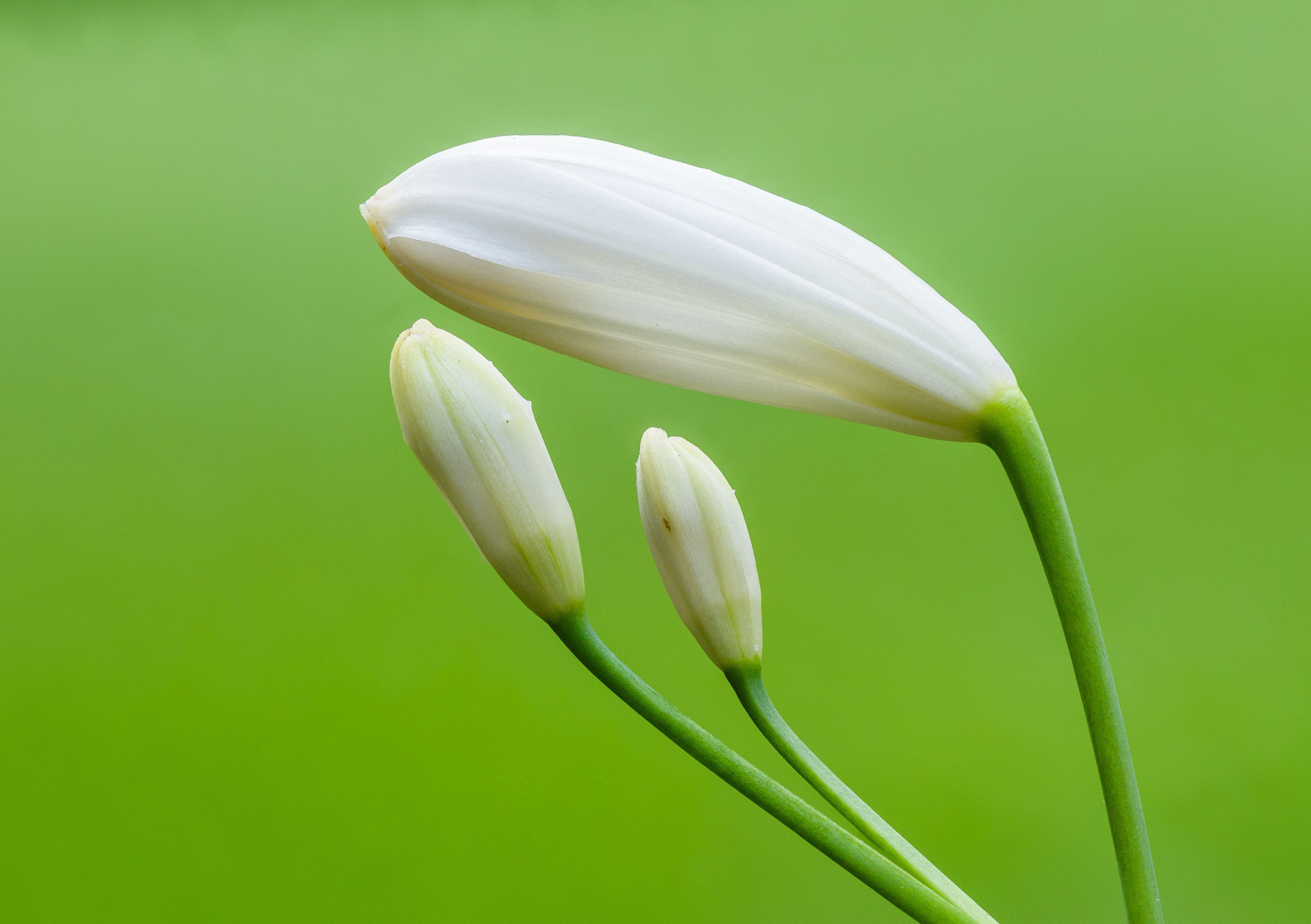
白花の種

「アガパンサス (Αγάπανθος)」はギリシャ語の ἀγάπη（アガペー「愛」）と ἄνθος（アントス「花」）の2語の組み合わせであることから、花言葉は「愛」や「恋」にちなんだものが多い。

## 下位分類
最も栽培されるのはアフリカヌス種である。本項では複数種抜粋し掲載する。参考元はこちら。
- アガパンサス・アフリカヌス（ムラサキクンシラン）

　（Agapanthus africanus）
- アガパンサス・イナペルトゥス

　（Agapanthus inapertus）
- アガパンサス・カウレスレンス

　（Agapanthus caulescens）
- アガパンサス・カンパニュラツス

　（Agapanthus campanulatus）
- アガパンサス・コッディー

　（Agapanthus coddii）
- アガパンサス・プラエコックス

　（Agapanthus praecox）
- アガパンサス・ワルシー

　（Agapanthus walshii）

## ギャラリー

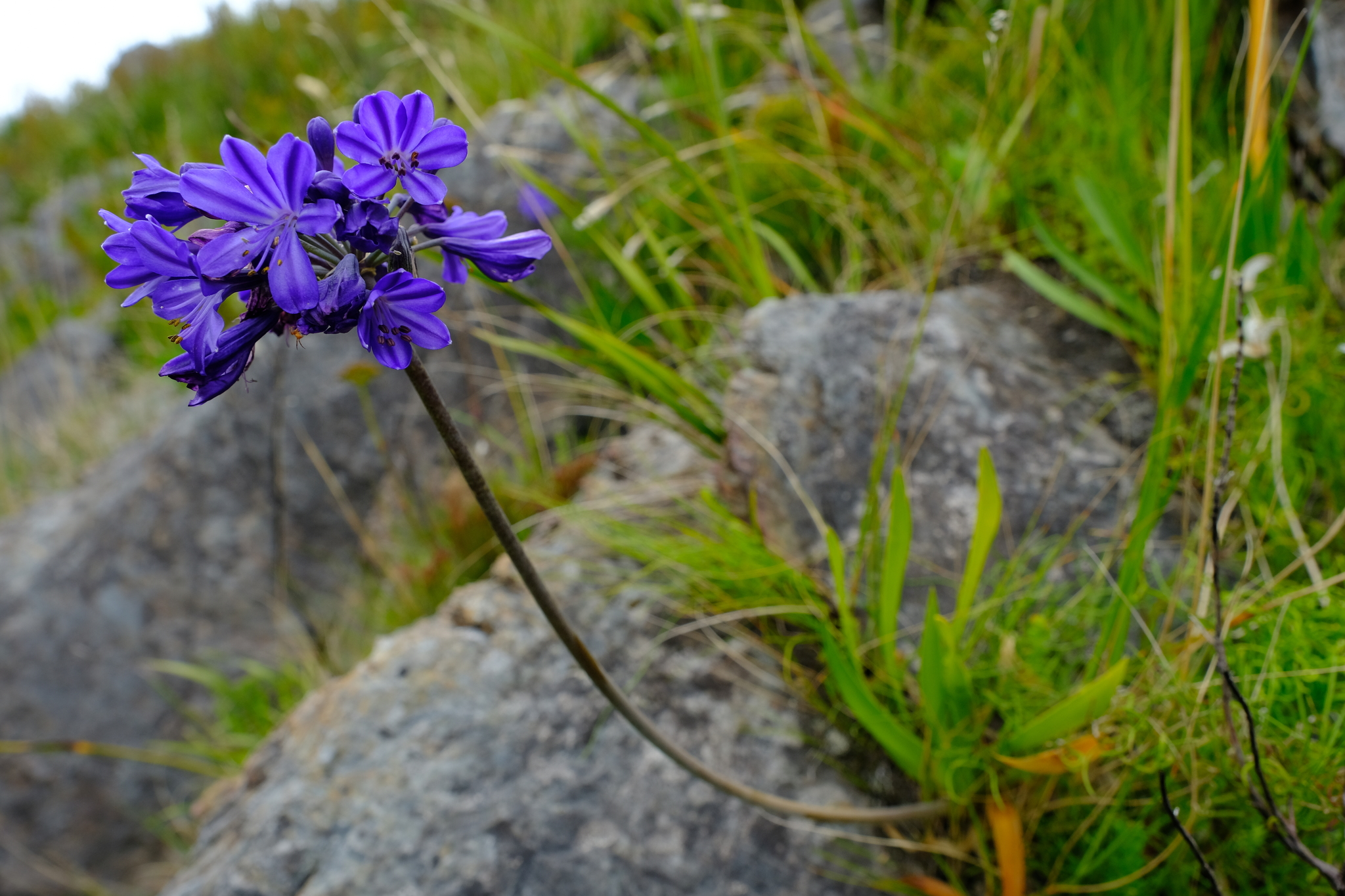
アフリカヌス種
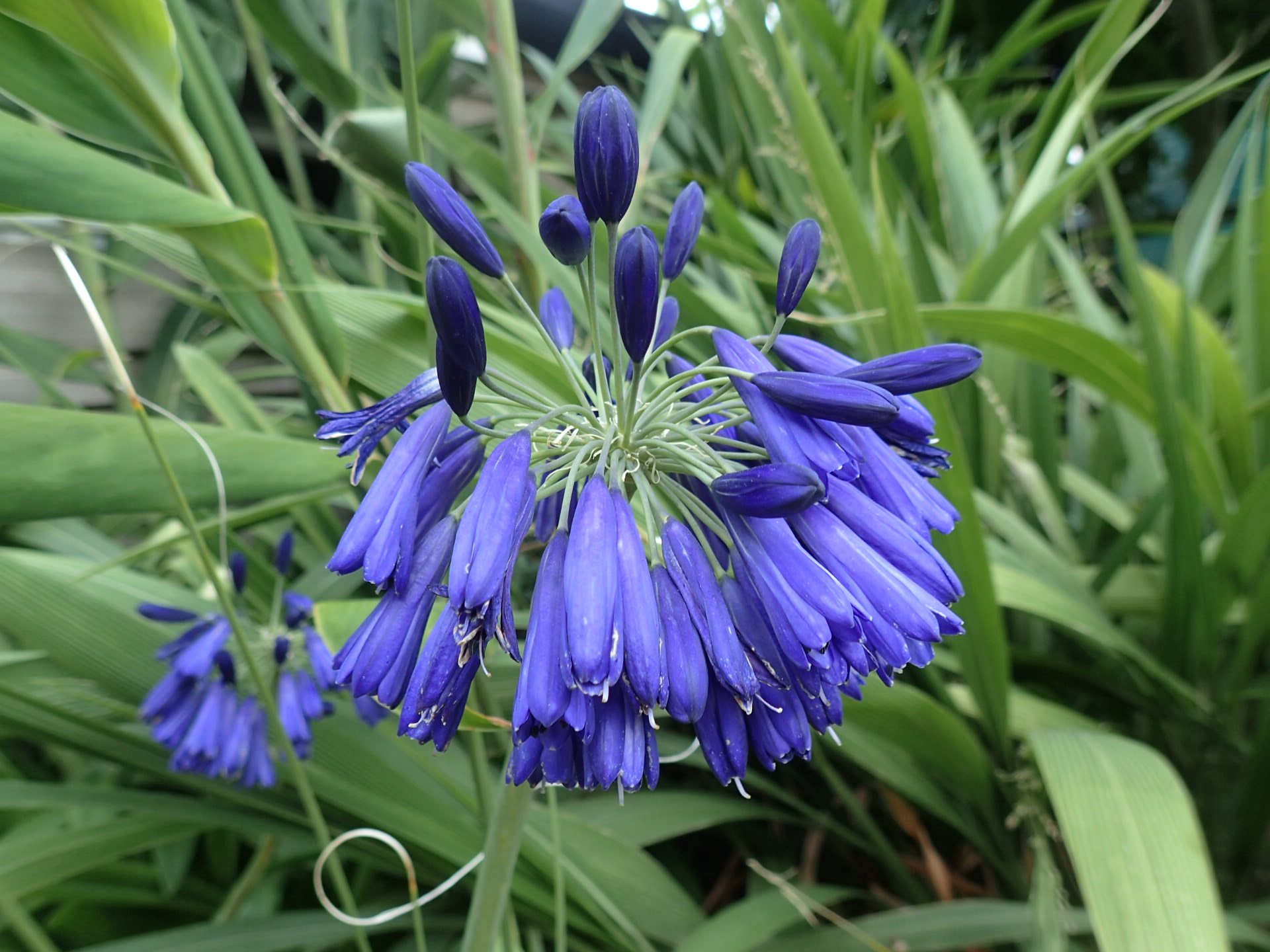
イナペルトゥス種
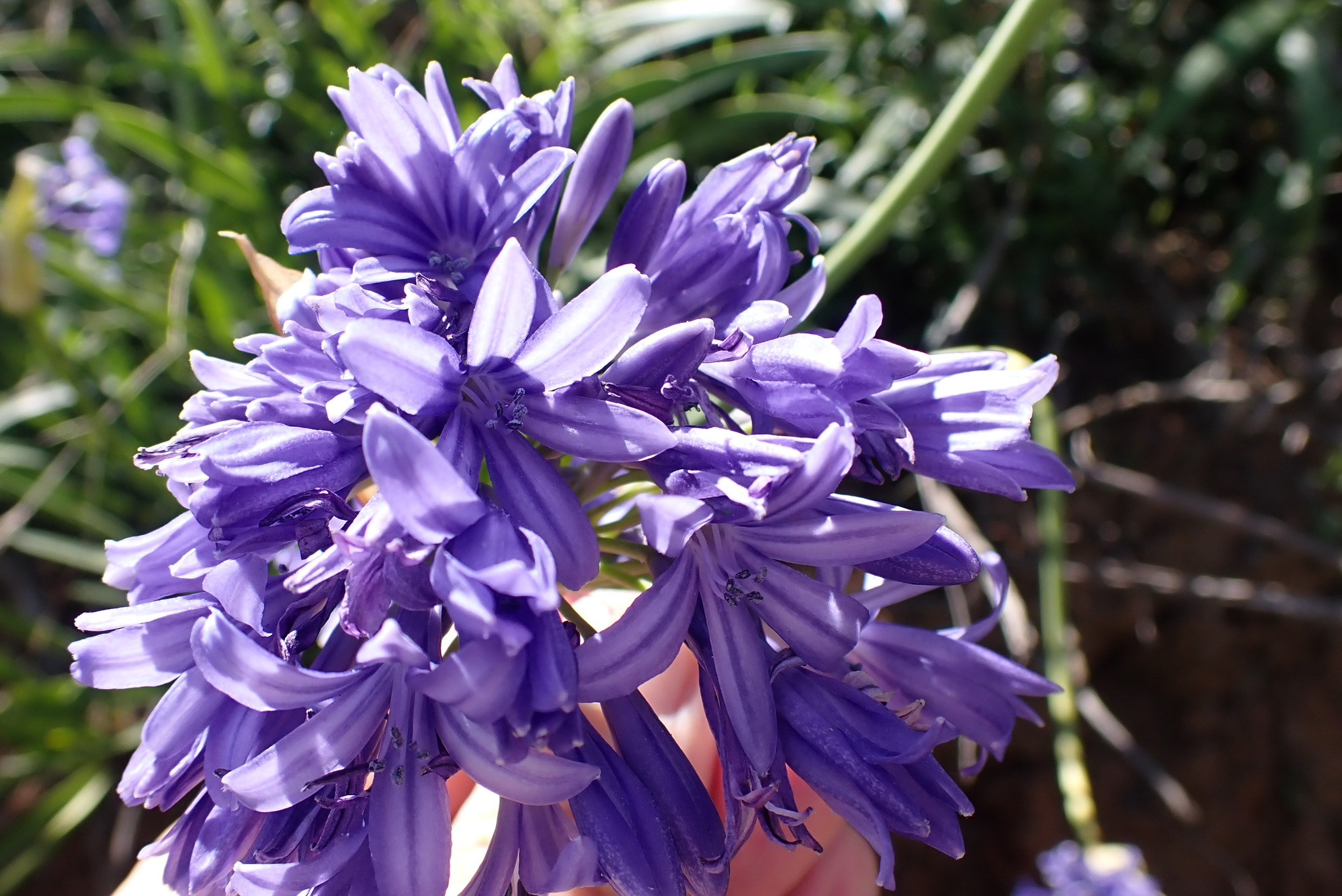
カウレスセンス種
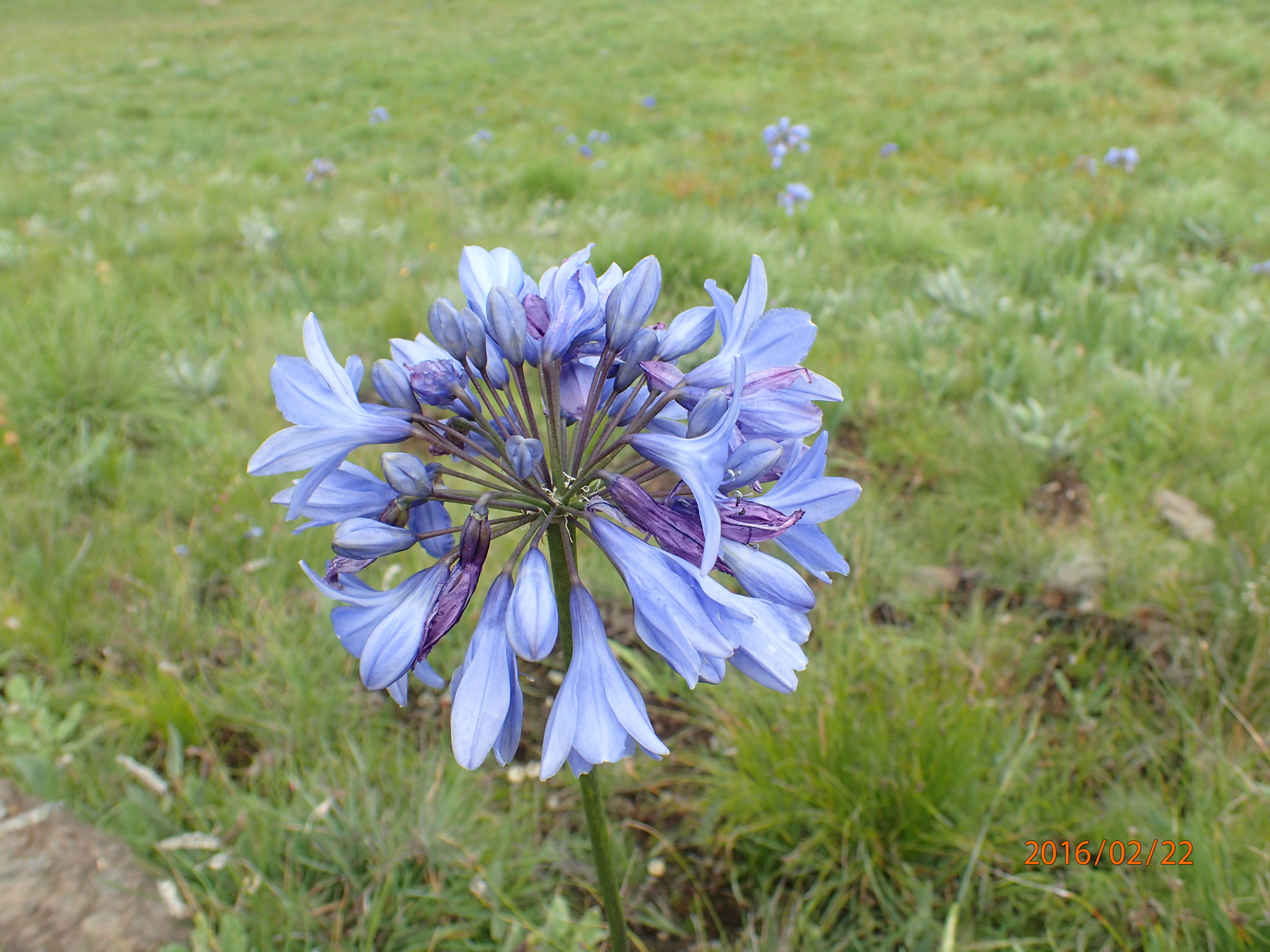
カンパニュラタス種
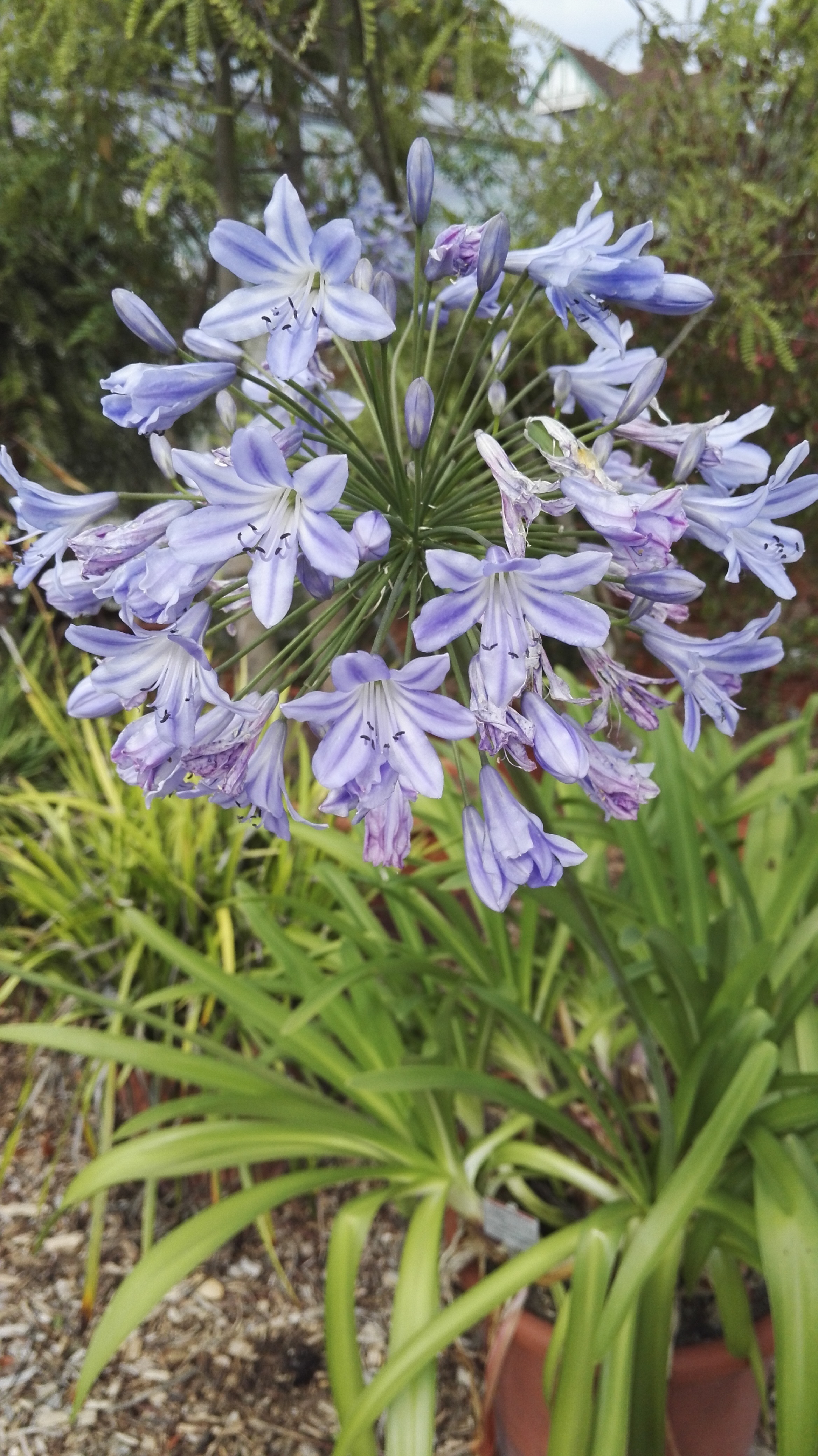
コッディー種
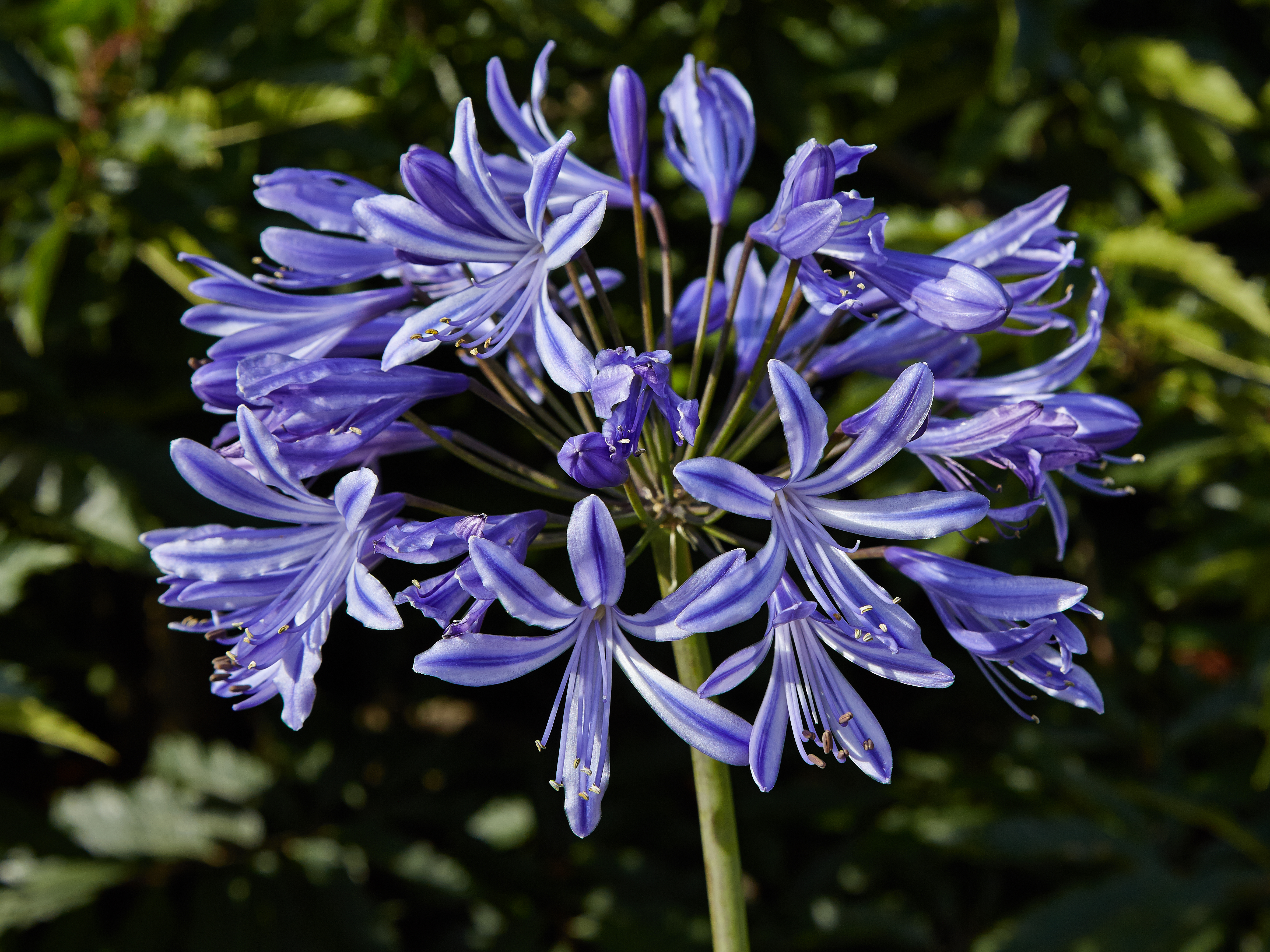
プラコックス種
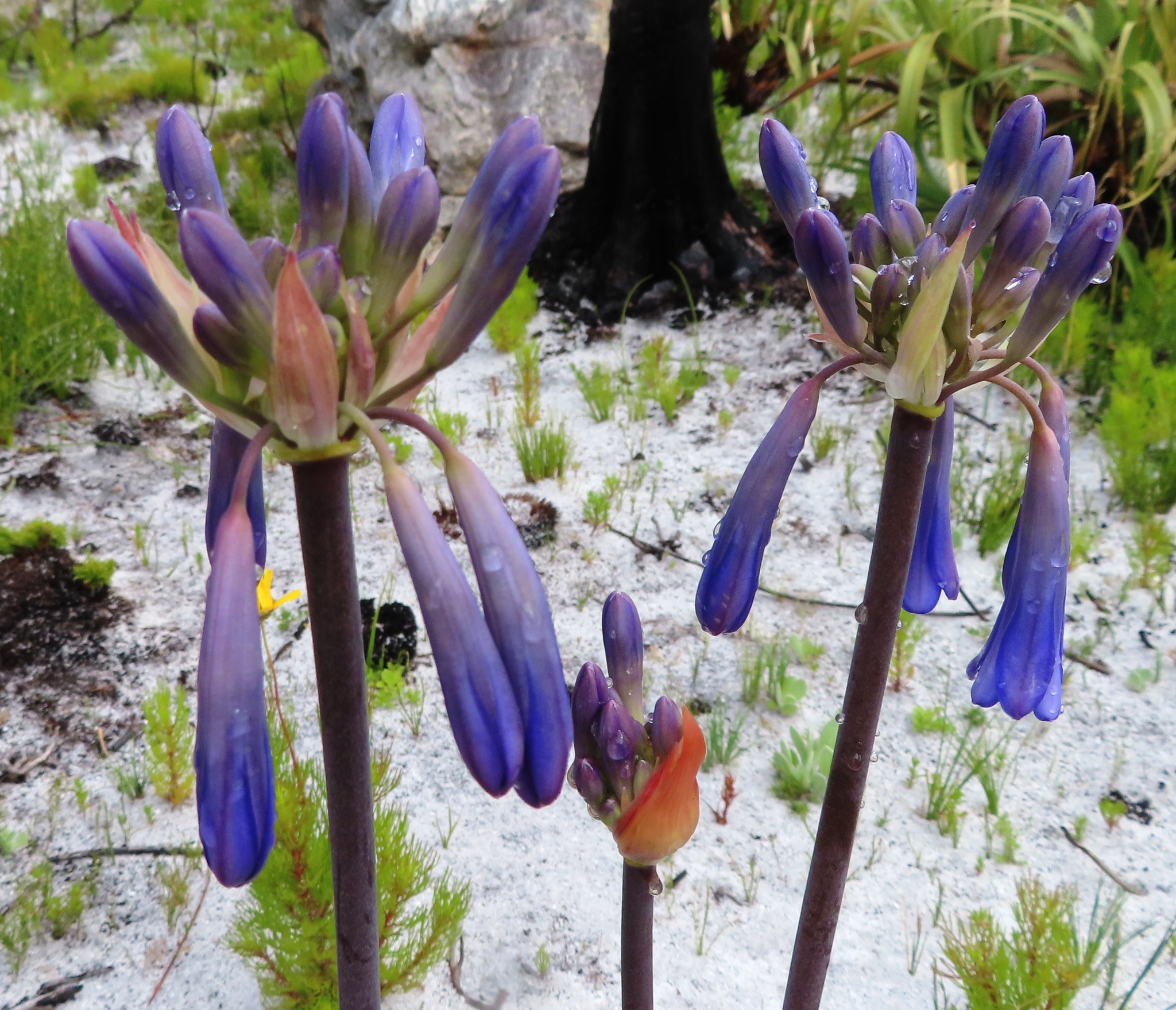
ワルシー種